# Lars Volden
Lars Volden, född 26 juli 1992 i Oslo i Norge, är en norsk professionell ishockeyspelare vars moderklubb är Manglerud Star. Han spelade för Stavanger Oilers 2008–2010, innan hans proffskarriär flyttade till Finland 2010, där han, under sina fyra år med Esbo Blues, även hade ett antal landslagsuppträdanden för Norge. År 2014-2017 spelade han för svenska Rögle BK i SHL, samt var utlånad för lagets U20-lag i Superelit. Under säsongen 2017-2018 spelade Volden för HC Dukla Trenčín i Tjeckien som förstamålvakt. Han åkte tillbaka till Sverige för att spela för farmalaget till sitt förra rivallag Malmö Redhawks, nämligen IK Pantern. Med IK Pantern i Hockeyallsvenskan blev Volden utlånad till Malmö Redhawks i SHL, där han kom att ta Cristopher Nihlstorps plats som andramålvakt, som reserv för Oscar Alsenfelt. Han spelade för Malmö Redhawks i Svenska Hockeyligan (SHL) som andramålvakt säsongen 2019/2020 och 2020/2021. Säsongen 2021/2022 spelar han som målvakt för BIK Karlskoga.

## Klubbar
- Manglerud Star Moderklubb–2008
- Stavanger Oilers 2008–2010
- Esbo Blues 2010–2014
- Jokipojat 2012 (lån)
- Rögle BK 2014–2017
- HC Dukla Trenčín 2017
- IK Pantern 2018
- Malmö Redhawks 2019-2021
- BIK Karlskoga 2021-2022